# Roccalbegna
Roccalbegna är en ort och kommun i provinsen Grosseto i regionen Toscana i Italien. Kommunen hade 967 invånare (2018).